# Gorgonenhäupter
Die Gorgonen- oder Medusenhäupter (Gorgonocephalidae) sind auf Planktonfang spezialisierte Schlangensterne (Ophiuroidea), deren Arme stark verzweigt sind. Sie ähneln damit etwas den Haarsternen (Comatulida), mit denen sie aber nicht näher verwandt sind. Gorgonenhäupter sind nachtaktiv, sitzen dann meist auf Gorgonien, Schwämmen, Steinkorallen, Weich- oder Feuerkorallen und strecken ihre Arme der Strömung entgegen. Das herausgefilterte Plankton wird mit kleinen Häkchen festgehalten. Von Zeit zu Zeit werden die Arme umgebogen und ins Maul gesteckt. Tagsüber verkriechen sie sich in Verstecke und ziehen sich zu einem ungeordneten Wirrwarr von Armen zusammen.
Medusenhäupter leben in allen Weltmeeren, auch in Korallenriffen und mit der Gattung Gorgonocephalus auch im Nordatlantik und an der Küste Nordeuropas. Astrospartus arborescens lebt im Mittelmeer.
Große Gorgonenhäupter können einen Durchmesser von 1,5 Meter haben, mit Armlängen von 70 Zentimeter. Viele Arten sind sehr farbenprächtig und können weiß, gelb, orange, blau oder violett sein. Auch gestreifte oder gefleckte Zeichnungen kommen vor.
Sie werden selbst von einer Vielzahl von anderen Wirbellosen wie Partnergarnelen, Knallkrebsen, Copepoden, Amphipoden, Mollusken, Borstenwürmern und anderen Schlangensternen bewohnt.
Namensgebend sind die Gorgonen, Schreckgestalten mit Schlangenhaaren aus der griechischen Mythologie, und die Gorgone Medusa, deren Haupt von Perseus abgeschlagen wurde.

## Gattungen
Die Familie umfasst derzeit 32 Gattungen. (Stand: Januar 2018)
- Asteroporpa Örsted & Lütken, 1856
- Astracme Döderlein, 1927
  - Astracme mucronata (Lyman, 1869)
- Astroboa Döderlein, 1911
- Astrocaneum Döderlein, 1911
- Astrochalcis Koehler, 1905
- Astrochele Verrill, 1878
- Astrochlamys Koehler, 1912
- Astrocladus Verrill, 1899
- Astroclon Lyman, 1879
- Astrocnida Lyman, 1872
  - Astrocnida isidis (Duchassaing, 1850)
- Astrocrius Döderlein, 1927
- Astrocyclus Döderlein, 1911
  - Astrocyclus caecilia (Lütken, 1856)
- Astrodendrum Döderlein, 1911
- Astrodictyum Döderlein, 1927
  - Astrodictyum panamense (Verrill, 1867)
- Astroglymma Döderlein, 1927
- Astrogomphus Lyman, 1869
- Astrogordius Döderlein, 1911
  - Astrogordius cacaoticus (Lyman, 1874)
- Astrohamma Döderlein, 1930
- Astroniwa McKnight, 2000
  - Astroniwa nukurangi McKnight, 2000
- Astrophyton Fleming, 1828
- Astroplegma Döderlein, 1927
  - Astroplegma expansum Döderlein, 1927
- Astrosierra Baker, 1980
- Astrospartus Döderlein, 1911
- Astrothamnus Matsumoto, 1915
- Astrothorax Döderlein, 1911
- Astrothrombus H.L.Clark, 1909
- Astrotoma Lyman, 1875
- Astrozona Döderlein, 1930
- Conocladus H.L.Clark, 1909
- Gorgonocephalus Leach, 1815
- Ophiocrene Bell, 1894
  - Ophiocrene aenigma Bell, 1894
- Ophiozeta Koehler, 1930
  - Ophiozeta turgida Koehler, 1930
- Schizostella A.H.Clark, 1952